# Lednik Semjonova
Lednik Semjonova (ryska: Lednik Semënova, Ледник Семёнова) är en glaciär i Kirgizistan.   Den ligger i oblastet Ysyk-Köl Oblusu, i den östra delen av landet, 400 km öster om huvudstaden Bisjkek. Lednik Semjonova ligger 3 863 meter över havet.
Terrängen runt Lednik Semjonova är bergig söderut, men norrut är den kuperad. Runt Lednik Semjonova är det mycket glesbefolkat, med 5 invånare per kvadratkilometer. Det finns inga samhällen i närheten. Trakten runt Lednik Semjonova är permanent täckt av is och snö.